# ОКБ имени Яковлева
АО «Опытно-конструкторское бюро им. А. С. Яковлева» (АО "ОКБ им. А. С. Яковлева") — советское и российское конструкторское бюро с заводом по разработке и производству самолётов и (в прошлом) вертолётов. За время своего существования выпустило свыше двухсот типов и модификаций летательных аппаратов, в том числе более ста серийных.

## История
15 января 1934 года приказом № 23 ГУАП НКТП группа лёгкой авиации А. С. Яковлева при заводе № 39 была выделена в самостоятельную единицу под названием КБП (Конструкторско-производственное бюро) и передана в непосредственное подчинение Спецавиатреста ГУАП. В том же году КБП получило название «Завод лёгких самолётов», затем — «Завод № 115». 7 марта 1935 года приказом № 270 НКТП был утверждён устав Государственного союзного завода № 115, переданного в непосредственное подчинение Наркомтяжпрому. Коллектив переезжает в собственное помещение на Ленинградском шоссе.
В 1959 году завод № 115 был передан в ведение ГКАТ как «Предприятие п/я № 1303».
30 апреля 1966 года приказом № 175 МАП предприятию присвоено открытое наименование «Московский машиностроительный завод „Скорость“», условное — «Предприятие п/я М-5050».
В соответствии с приказом № 162 МАП от 13 апреля 1989 года и приказом № 396 по «ММЗ „Скорость“» от 17 мая 1989 года условное наименование «Предприятие п/я М-5050» отменено. Приказом МАП № 346 от 31 июля 1990 года предприятию присвоено имя Александра Сергеевича Яковлева — «Московский машиностроительный завод „Скорость“ имени А. С. Яковлева».
1 июля 1992 года вышел Указ президента РФ № 721 «Об организационных мерах по преобразованию государственных предприятий в акционерные общества». На основании распоряжения № 389-р Комитета по управлению имуществом г. Москвы от 23 декабря 1992 года был утверждён план приватизации «ММЗ „Скорость“ имени А. С. Яковлева» и принято решение преобразовать его в Акционерное общество открытого типа «Опытно-конструкторское бюро им. А. С. Яковлева» (АООТ «ОКБ им. А. С. Яковлева»). Московской регистрационной палатой было выдано соответствующее свидетельство серии МРП № 007.420 от 31 августа 1993 года (ОГРН 1027739252298, ИНН 7714039849).
25 июля 1996 года Московская регистрационная палата зарегистрировала новую редакцию Устава общества с новым наименованием — Открытое акционерное общество «Опытно-конструкторское бюро им. А. С. Яковлева» (ОАО «ОКБ им. А. С. Яковлева»), которое было внесено в реестр за основным государственным регистрационным номером 1027739252298 (Свидетельство Федеральной налоговой службы от 25 сентября 2002 года). Дочерними организациями были: ЗАО «ЯК Инжиниринг»
ЗАО «ЛИ и ДК-ЯК»
ООО «ЯК-Комплекс»
ООО «Научно-технический центр „Авиационная автоматика“»
ОАО «Экспо-Московия»
В 2004 году ОАО «ОКБ им. А. С. Яковлева»  персонал был сокращён в 4,5 раза (с 1400 человек в 2003 году до 311 человек), ликвидирована производственная база, распродана недвижимость. Из части работников ОКБ был сформирован инженерный центр ОАО «НПК Иркут».
На 1 января 2017 года согласно годовому отчету численность работников на предприятии составила 499 человек. Общество в активном взаимодействии с ОАО «НПК Иркут» (ПАО «Корпорация „Иркут“») продолжает работы по продлению ресурсов самолётов «ЯК», сопровождает производство и модернизацию самолёта Як-130, проводит сертификационные испытания ближне - среднемагистрального пассажирского самолёта МС-21.
26 июля 2023 года стало известно, что ПАО «Корпорация „Иркут“» переименована в «Яковлев» в рамках реструктуризации её материнской Объединённой авиастроительной корпорации (ОАК). Внутри последней уже были выделены дивизионы, получившие имена советских авиаконструкторов, — дивизион стратегической авиации «Туполев» и дивизион военно-транспортной авиации «Ильюшин». «Яковлев» станет дивизионом гражданской авиации.

## Разработки

### Истребители
Самолёты Як-1, Як-3, Як-7, Як-9 составляли основу истребительной авиации СССР в годы Великой Отечественной войны.
- Як-1, Як-3, Як-5, Як-7, Як-9, Як-15, Як-17, Як-23, Як-25, Як-27, Як-28П

### Бомбардировщики
- Як-2, Як-4, Як-26, Як-28

### Транспортные самолёты
- Як-6, Як-8

### Пассажирские самолёты
- Як-40, Як-42, Як-48[20], Як-58,   МС-21

### Тренировочные и спортивные самолёты
Лёгкие учебно-тренировочные и спортивные самолёты КБ Яковлева получили широкую известность во всём мире.
- УТИ-26, Як-7УТИ, Як-11, Як-18, Як-18т, Як-30, Як-50, Як-52, Як-54, Як-55, Як-130, Як-152

### Многоцелевые самолёты
- Як-12, Як-112

### Самолёты ДРЛО
- Як-44

### Самолёты вертикального взлёта и посадки
- Як-36, Як-38, Як-38У, Як-38М, Як-41М, Як-141

### Вертолёты
- ЭГ
- Як-100 (Як-22)
- Як-24

### БПЛА
- Шмель-1
- Пчела-1Т
- Як-133БР «Прорыв»— разведывательный и ударный БПЛА

## Санкции
2 июня 2022 года, на фоне вторжения России на Украину, ОКБ имени Яковлева включено в секторальный санкционный список США так как предприятие причастно «к деятельности, противоречащей национальной безопасности или интересам внешней политики США», в частности имеет отношение «к приобретению или попытке приобретения» американских товаров для поддержки вооруженных сил своих стран. 19 мая 2023 года ОКБ попало под блокирующие санкции США «за связь с активизацией усилий России по разработке оружия и связанных с ним систем».
22 августа 2023 года ОКБ включено в санкционный список Канады против организаций российского военно-промышленного комплекса и предприятий «связанных с режимом Путина».
По аналогичным основаниям ОКБ имени Яковлева было включено в санкционные списки всех стран Евросоюза, Швейцарии, Украины и Японии

## Самолёты Яковлева в искусстве
- Самолёты «ЯК» широко представлены в фалеристике
- Владимир Высоцкий. «Як-истребитель» (песня)[28]